# Айос-Эфстратиос
А́йос-Эфстра́тиос (греч. Άγιος Ευστράτιος, Агиос-Стратис, Άη Στράτης) — остров в северной части Эгейского моря, принадлежит Греции. Входит в группу Северо-Восточных островов. Располагается в 30 км к юго-западу от острова Лемнос и в 80 км к северо-западу от Лесбоса. Административно входит в периферийную единицу Лемнос в периферии Северные Эгейские острова.
В церковном отношении остров относится к Лемносской и Святого Евстратия митрополии Элладской православной церкви.

## Географические данные
Площадь: 43,325 км².
Население: 376 человек (2001).
Населённые пункты:
Населённый пункт на острове носит одноимённое название.
Строение и рельеф:
Климат острова засушливый. Остров скалистый, сложен из вулканических пород. Недостаточная растительность.
Экономика:
Остров изолирован, не используется в туристических целях. Сельское хозяйство развито слабо, местные жители занимаются рыболовством.
Транспорт:
Сообщение с островом паромное, связь осуществляют несколько компаний-операторов. Паромы ходят до города Кавала, острова Лемнос, населённых пунктов Айос-Констандинос и Кими на Эвбее.

## История
В античности остров назывался Галоннес (Αλόννησος). Остров принадлежал Афинам, но был захвачен пиратами, которых изгнал Филипп II Македонский. Автор речи «О Галоннесе» советует считать остров не подарком царя, а исконной собственностью афинян.
В византийский период остров назывался Неон. В 992 году император Василий II Болгаробойца подарил Неон афонскому монастырю Великая Лавра. На острове селились безбородые юноши, которым доступ на Афон был запрещён. В XIII—XIV веке остров Неон был в запустении.
Современное название острова связано с преподобным Евстратием Тарсийским, который по местному преданию жил на острове в IX веке, скрываясь от преследования византийского императора Льва Армянина, либо в честь мученика Евстратия, который пострадал вместе с Авксентием, Евгением, Мардарием и Орестом в начале IV века. До 1540 года существовал храм во имя этих 5 мучеников, затем на месте старого храма возвели новый.
В конце XV века Айос-Эфстратиос снова заселён, но покинут в XVII—XVIII веках из-за набегов алжирских пиратов.
В 1930-х годах остров использовался как место ссылки политических заключённых.
В 1968 году землетрясение разрушило большинство домов на острове.
В 1970-х годах остров снова был использован как место ссылки политических диссидентов. В этот момент одним из известных политссыльных был Микис Теодоракис, политический деятель и композитор.
В феврале 2007 года остров был местом инцидента между Грецией и Турцией. Политический конфликт касался размещения в демилилитаризованной зоне, которой является остров, военных структур НАТО.

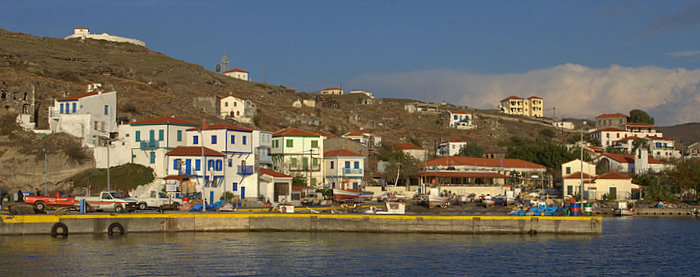
Населённый пункт на острове